# Aristide Guarneri
Aristide Guarneri   (Cremona, 7 de març de 1938) és un exfutbolista italià que jugava com a defensa. Inicialment com a lateral al principi de la seva carrera, més tard va ser desplegat normalment com a central, on va destacar per la seva anticipació, les entrades, el marcatge i la capacitat de llegir el joc. Guarneri era conegut com un "cavaller del joc", ja que mai va rebre una targeta vermella durant tota la seva carrera, tot i ser un defensa tenaç.

## Carrera de club
Guarnieri va començar la seva carrera juvenil amb el Codogna, i va debutar professionalment amb el Como el 1957, jugant també amb l'Inter de Milà, el Bolonya, el Nàpols, i acabant la seva carrera amb el Cremonese el 1973. Va ser jugador destacat de l'equip Nerazzurri conegut com La Grande Inter sota la direcció d'Helenio Herrera, entre 1958 i 1967, tornant breument al club per fer 3 aparicions durant la temporada 1969-70. Va formar part de les victòries de la Copa d'Europa Nerazzurri el 1964 i el 1965, i també va guanyar tres títols de la Sèrie A i dues Copes Intercontinentals el 1964 i el 1965.
Va jugar com a titular la final de la Copa d'Europa de 1964, que l'Inter va guanyar contra el Reial Madrid per 3 a 1 al Praterstadion de Viena, la primera victòria del club en la competició. També va jugar com a titular la final de la Copa d'Europa de 1965, que l'Inter va guanyar contra el SL Benfica per 1 a 0 a San Siro, la segona victòria consecutiva de l'Inter en la competició.
Tot i que no va poder guanyar la Coppa Italia al llarg de la seva carrera, hi va arribar a la final durant la temporada 1964-65, i va perdre per poc un triplet amb l'Inter de Milà.
El 1967 va jugar com a titular la final de la Copa d'Europa, que l'Inter va perdre contra el Celtic FC per 2 a 1 a l'Estádio Nacional de Lisboa.

## Carrera internacional
Guarnieri va jugar 21 partits amb la selecció italiana entre el 1963 i el 1968, marcant un gol contra l'URSS el 1966, amb Lev Yashin com a porter. Va debutar contra el Brasil, vigent campió del món, el 12 de maig de 1963, en un partit que va acabar amb una victòria per 3-0 per a Itàlia. Va ser inclòs a la selecció italiana per a la Copa del Món de la FIFA de 1966, on va jugar un partit, i va guanyar el Campionat d'Europa de Futbol de la UEFA de 1968 amb Itàlia, a casa seva.

## Palmarès

### Club
Inter de Milà
- Sèrie A: 1962–63, 1964–65, 1965–66
- Copa d'Europa: 1963–64, 1964–65
- Copa Intercontinental: 1964, 1965

### Internacional
Itàlia
- Campionat d'Europa de la UEFA: 1968